# Joaquim Brugué i Heras
Joaquim Brugué i Heras (Banyoles, 18 de juliol de 1931 - Barcelona, 5 d'octubre de 2001) fou un futbolista català dels anys 1940 i 1950.

## Trajectòria
Començà la seva trajectòria la temporada 1948-49 al CD Banyoles. Posteriorment fitxà pel FC Barcelona, passant pel juvenil, amateur i l'SD Espanya Industrial. Debutà al primer equip el 1951. Jugava de defensa central, essent un relleu de garanties de Gustau Biosca, substituint-lo quan aquest patí una greu lesió. Jugà al Barcelona tota la dècada de 1950. L'any 1958 es lesionà greument a Sevilla, fet que l'obligà a abandonar el futbol la temporada 1959-60 quan encara no havia complert els 30 anys. Disputà 140 partits amb el club (84 de lliga) marcant 7 gols (1 en lliga). Formà part del Barça de les Cinc Copes al costat d'homes com Antoni Ramallets, Ladislau Kubala o Joan Segarra. Fou un cop internacional amb la selecció catalana l'any 1958. Un cop retirat fou president del CD Banyoles.

## Palmarès
FC Barcelona
- Lliga espanyola: 1951-52, 1952-53, 1958-59, 1959-60
- Copa espanyola: 1950-51, 1951-52, 1952-53, 1956-57, 1958-59
- Copa de les Ciutats en Fires: 1955-58, 1958-60
- Copa Llatina: 1952
- Copa Eva Duarte de Perón: 1952, 1953
- Petita Copa del Món: 1957